# Борисикевич, Иван Иванович
Иван Иванович Борисикевич (1815, Увисла, (ныне Тернопольская область Украина) — 30 января 1892, Вена) — русинский общественный и политический деятель Галичины.
Заместитель председателя Главной Русской Рады, соорганизатор Собора русских учёных, почётный член общества «Просвита». Посол в Галицкий сейм в 1861—1869 годах, депутат австрийского парламента в 1848—1849 и 1861—1867 годах.

## Биография
Родился в селе Увисла (ныне село Гусятинского района Тернопольской области) в семье сельского священника.
Окончил юридический факультет Львовского университета (1839 год).
Во время революции 1848—1849 годов в Австрийской империи — один из деятелей русинского освободительного движения, соучредитель и заместитель председателя Главной русской рады, автор её устава и программных документов. Делегат Славянского съезда в Праге 1848 года, на котором добивался признания национальной независимости русин и их права на национально-территориальную автономию в пределах Австрийской империи.
Как глава русинской делегации Иван Борисикевич подчеркивал, что для успокоения культурных потребностей поляков в Галиции существует Краковский университет, а Львовский должен стать русинским. Признавая справедливость этого требования, австрийский император Франц Иосиф I своим распоряжением от 13 сентября 1848 года основал во Львовском университете кафедру русской словесности.
Организатор съезда деятелей культуры «Собор русских учёных», культурно-образовательного общества «Русская Матиця». За критику австрийской конституции (1849 год) был смещён с должности. Оставил Львов. В 1860-е годы — член Галицкого краевого сейма.
Способствовал распространению в Галичине произведений русинской литературы.